# Video Games
Video Games is de debuut single van de Amerikaanse zangeres Lana Del Rey en is afkomstig van haar tweede studioalbum Born to Die uit 2011. Op 7 oktober dat jaar werd het nummer wereldwijd op single uitgebracht.

## Tracklijst
| Nr. | Titel                    | Duur |
| --- | ------------------------ | ---- |
| 1.  | Video Games (Radio Edit) | 4:01 |
| 2.  | Blue Jeans               | 3:31 |

## Hitnoteringen

### Nederlandse Top 40
| Hitnotering: 22-10-2011 t/m 21-01-2012 | Hitnotering: 22-10-2011 t/m 21-01-2012 | Hitnotering: 22-10-2011 t/m 21-01-2012 | Hitnotering: 22-10-2011 t/m 21-01-2012 | Hitnotering: 22-10-2011 t/m 21-01-2012 | Hitnotering: 22-10-2011 t/m 21-01-2012 | Hitnotering: 22-10-2011 t/m 21-01-2012 | Hitnotering: 22-10-2011 t/m 21-01-2012 | Hitnotering: 22-10-2011 t/m 21-01-2012 | Hitnotering: 22-10-2011 t/m 21-01-2012 | Hitnotering: 22-10-2011 t/m 21-01-2012 | Hitnotering: 22-10-2011 t/m 21-01-2012 | Hitnotering: 22-10-2011 t/m 21-01-2012 | Hitnotering: 22-10-2011 t/m 21-01-2012 | Hitnotering: 22-10-2011 t/m 21-01-2012 | Hitnotering: 22-10-2011 t/m 21-01-2012 |
| Week:                                  | 1                                      | 2                                      | 3                                      | 4                                      | 5                                      | 6                                      | 7                                      | 8                                      | 9                                      | 10                                     | 11                                     | 12                                     | 13                                     | 14                                     |                                        |
| -------------------------------------- | -------------------------------------- | -------------------------------------- | -------------------------------------- | -------------------------------------- | -------------------------------------- | -------------------------------------- | -------------------------------------- | -------------------------------------- | -------------------------------------- | -------------------------------------- | -------------------------------------- | -------------------------------------- | -------------------------------------- | -------------------------------------- | -------------------------------------- |
| Positie:                               | 21                                     | 18                                     | 18                                     | 18                                     | 23                                     | 18                                     | 11                                     | 13                                     | 13                                     | 13                                     | 17                                     | 28                                     | 29                                     | 34                                     | uit                                    |

### Single Top 100 / Mega Top 50
| Hitnotering: 15-10-2011 t/m 10-03-2012 | Hitnotering: 15-10-2011 t/m 10-03-2012 | Hitnotering: 15-10-2011 t/m 10-03-2012 | Hitnotering: 15-10-2011 t/m 10-03-2012 | Hitnotering: 15-10-2011 t/m 10-03-2012 | Hitnotering: 15-10-2011 t/m 10-03-2012 | Hitnotering: 15-10-2011 t/m 10-03-2012 | Hitnotering: 15-10-2011 t/m 10-03-2012 | Hitnotering: 15-10-2011 t/m 10-03-2012 | Hitnotering: 15-10-2011 t/m 10-03-2012 | Hitnotering: 15-10-2011 t/m 10-03-2012 | Hitnotering: 15-10-2011 t/m 10-03-2012 | Hitnotering: 15-10-2011 t/m 10-03-2012 |
| Week:                                  | 1                                      | 2                                      | 3                                      | 4                                      | 5                                      | 6                                      | 7                                      | 8                                      | 9                                      | 10                                     | 11                                     | 12                                     |
| -------------------------------------- | -------------------------------------- | -------------------------------------- | -------------------------------------- | -------------------------------------- | -------------------------------------- | -------------------------------------- | -------------------------------------- | -------------------------------------- | -------------------------------------- | -------------------------------------- | -------------------------------------- | -------------------------------------- |
| Positie:                               | 3                                      | 4                                      | 13                                     | 15                                     | 16                                     | 6                                      | 9                                      | 8                                      | 6                                      | 7                                      | 15                                     | 20                                     |
| Week:                                  | 13                                     | 14                                     | 15                                     | 16                                     | 17                                     | 18                                     | 19                                     | 20                                     | 21                                     | 22                                     |                                        |                                        |
| Positie:                               | 17                                     | 16                                     | 25                                     | 30                                     | 17                                     | 31                                     | 49                                     | 50                                     | 68                                     | 76                                     | uit                                    |                                        |

### Vlaamse Ultratop 50
| Hitnotering: 22-10-2011 t/m 05-05-2012 | Hitnotering: 22-10-2011 t/m 05-05-2012 | Hitnotering: 22-10-2011 t/m 05-05-2012 | Hitnotering: 22-10-2011 t/m 05-05-2012 | Hitnotering: 22-10-2011 t/m 05-05-2012 | Hitnotering: 22-10-2011 t/m 05-05-2012 | Hitnotering: 22-10-2011 t/m 05-05-2012 | Hitnotering: 22-10-2011 t/m 05-05-2012 | Hitnotering: 22-10-2011 t/m 05-05-2012 | Hitnotering: 22-10-2011 t/m 05-05-2012 | Hitnotering: 22-10-2011 t/m 05-05-2012 | Hitnotering: 22-10-2011 t/m 05-05-2012 | Hitnotering: 22-10-2011 t/m 05-05-2012 | Hitnotering: 22-10-2011 t/m 05-05-2012 | Hitnotering: 22-10-2011 t/m 05-05-2012 | Hitnotering: 22-10-2011 t/m 05-05-2012 |
| Week:                                  | 1                                      | 2                                      | 3                                      | 4                                      | 5                                      | 6                                      | 7                                      | 8                                      | 9                                      | 10                                     | 11                                     | 12                                     | 13                                     | 14                                     | 15                                     |
| -------------------------------------- | -------------------------------------- | -------------------------------------- | -------------------------------------- | -------------------------------------- | -------------------------------------- | -------------------------------------- | -------------------------------------- | -------------------------------------- | -------------------------------------- | -------------------------------------- | -------------------------------------- | -------------------------------------- | -------------------------------------- | -------------------------------------- | -------------------------------------- |
| Positie:                               | 3                                      | 5                                      | 8                                      | 5                                      | 6                                      | 4                                      | 2                                      | 5                                      | 5                                      | 4                                      | 6                                      | 7                                      | 7                                      | 6                                      | 6                                      |
| Week:                                  | 16                                     | 17                                     | 18                                     | 19                                     | 20                                     | 21                                     | 22                                     | 23                                     | 24                                     | 25                                     | 26                                     | 27                                     | 28                                     | 29                                     |                                        |
| Positie:                               | 2                                      | 2                                      | 2                                      | 5                                      | 5                                      | 9                                      | 15                                     | 17                                     | 18                                     | 19                                     | 29                                     | 32                                     | 48                                     | 50                                     | uit                                    |

### Vlaamse Radio 2 Top 30
| Hitnotering: 26-11-2011 t/m 21-04-2012 | Hitnotering: 26-11-2011 t/m 21-04-2012 | Hitnotering: 26-11-2011 t/m 21-04-2012 | Hitnotering: 26-11-2011 t/m 21-04-2012 | Hitnotering: 26-11-2011 t/m 21-04-2012 | Hitnotering: 26-11-2011 t/m 21-04-2012 | Hitnotering: 26-11-2011 t/m 21-04-2012 | Hitnotering: 26-11-2011 t/m 21-04-2012 | Hitnotering: 26-11-2011 t/m 21-04-2012 | Hitnotering: 26-11-2011 t/m 21-04-2012 | Hitnotering: 26-11-2011 t/m 21-04-2012 | Hitnotering: 26-11-2011 t/m 21-04-2012 | Hitnotering: 26-11-2011 t/m 21-04-2012 |
| Week:                                  | 1                                      | 2                                      | 3                                      | 4                                      | 5                                      | 6                                      | 7                                      | 8                                      | 9                                      | 10                                     | 11                                     | 12                                     |
| -------------------------------------- | -------------------------------------- | -------------------------------------- | -------------------------------------- | -------------------------------------- | -------------------------------------- | -------------------------------------- | -------------------------------------- | -------------------------------------- | -------------------------------------- | -------------------------------------- | -------------------------------------- | -------------------------------------- |
| Positie:                               | 21                                     | 11                                     | 2                                      | 1                                      | 1                                      | 1                                      | 1                                      | 1                                      | 2                                      | 3                                      | 3                                      | 3                                      |
| Week:                                  | 13                                     | 14                                     | 15                                     | 16                                     | 17                                     | 18                                     | 19                                     | 20                                     | 21                                     | 22                                     |                                        |                                        |
| Positie:                               | 3                                      | 4                                      | 6                                      | 9                                      | 15                                     | 20                                     | 22                                     | 26                                     | 29                                     | 30                                     | uit                                    |                                        |

### NPO Radio 2 Top 2000
| Nummer met noteringen in de NPO Radio 2 Top 2000 | '12 | '13 | '14 | '15 | '16 | '17 | '18 | '19 | '20 | '21 | '22 | '23 | '24 |
| ------------------------------------------------ | --- | --- | --- | --- | --- | --- | --- | --- | --- | --- | --- | --- | --- |
| Video Games                                      | 371 | 465 | 578 | 575 | 768 | 700 | 585 | 423 | 615 | 593 | 441 | 263 | 268 |

1. ↑  Een vetgedrukt getal geeft de hoogste notering aan.
2. ↑  2012 was het eerste jaar met een notering voor dit nummer.

## Andere uitgaven
| Nr. | Titel                           | Duur |
| --- | ------------------------------- | ---- |
| 1.  | Video Games                     | 4:46 |
| 2.  | Blue Jeans                      | 3:34 |
| 3.  | Video Games (Mr. Fingers Remix) | 9:00 |
| 4.  | Video Games (Omid 16B Remix)    | 5:14 |

| Nr. | Titel                                             | Duur |
| --- | ------------------------------------------------- | ---- |
| 1.  | Video Games                                       | 4:03 |
| 2.  | Blue Jeans                                        | 3:33 |
| 3.  | Video Games (Club Clique for The Bad Girls Remix) | 4:59 |
| 4.  | Video Games (White Lies C-Remix)                  | 7:33 |
| 5.  | Video Games (Larry "Mr. Finger" Heard Remix)      | 9:00 |
| 6.  | Video Games (Helium Robots Remix)                 | 4:51 |

| Nr. | Titel                                             | Duur |
| --- | ------------------------------------------------- | ---- |
| 1.  | Video Games (Club Clique for The Bad Girls Remix) | 4:57 |
| 2.  | Video Games (Jakwob and Etherwood Remix)          | 3:42 |
| 3.  | Video Games (White Lies C-Remix)                  | 7:32 |
| 4.  | Video Games (Jamie Woon Remix)                    | 5:14 |
| 5.  | Video Games (We Don't Belong In Pacha Remix)      | 5:19 |